# GT Legends
GT Legends – gra komputerowa wyprodukowana przez SimBin Studios traktująca o wyścigach samochodowych. Grę wydało Atari oraz Infogrames 6 października 2005 roku, w Polsce gra ukazała się 14 grudnia 2005 roku.

## Rozgrywka
Gra posiada oficjalną licencje FIA GTC '65, FIA TC '65 oraz FIA GTC-TC ’76, dzięki temu gracz ma do dyspozycji 90 szczegółowo odwzorowanych aut. W grze zawarte zostały różne tryby rozgrywki – tryb kariery gracz rozpoczyna mając do dyspozycji Mini Cooper i Lotusa Forda Cortinę. Gra zawiera pięciostopniową skalę trudności. W grze zastosowano technologię nazywaną przez autorów „Live Track”, trasy na których toczą się zmagania gracza zmieniają się - wraz z kolejnymi okrążeniami na asfalcie pojawiają się ślady opon, widoczny jest żwir.

### Samochody
W grze zawarte jest 90 samochodów, kilkanaście z nich różni się tylko malowaniem.

### Gra wieloosobowa
W grze zawarto tryb gry wieloosobowej LAN oraz Internet. W grze wieloosobowej może zasiąść od 1 do 16 osób.